# Juste quelqu'un de bien
Pour les articles homonymes, voir Quelqu'un de bien.
Singles de Enzo Enzo
Parler
(1993) La même lune que moi
(1994)
Juste quelqu'un de bien est une chanson française interprétée par Enzo Enzo et écrite et composée par Kent en 1994. Elle figure sur l'album Deux. C'est, avec Les Yeux ouverts, l'un des plus plus grands succès d'Enzo Enzo,.
En 1995, la chanson reçoit la Victoire de la chanson originale.
Kent reconnait que la chanson s'inspire, en ce qu'elle la prolonge, de La Bicyclette interprétée par Yves Montand,.

## Liste des pistes
| 1. | Juste quelqu'un de bien | Kent Cokenstock                    | 4:07 |
| 2. | Mes malles              | François Bréant, Körin Ternovtzeff | 3:25 |

## Crédits
- Enzo Enzo – chant
- Kent Cockenstock – paroles, musique
- Michel Benita – contrebasse
- André Ceccarelli – batterie
- Emmanuel Vergeade – guitare
- Raymond Gimenès – guitare
- Bernard Arcadio – piano
- Franck Tortiller – vibraphone
- François Bréant – arrangements, réalisation
- Hervé Marignac – ingénieur du son, réalisation
- Catherine Rouziès – photographie

Crédits adaptés du livret de l'album et de la pochette du 45 tours,.

## Classements
| Classement (1994) | Meilleure position |
| ----------------- | ------------------ |
| France (SNEP)     | 22                 |

## Reprises
- En 2007, par Julie Pietri sur l'album Autour de minuit
- En 2010, par Kent en duo avec Suzanne Vega, sur son album Panorama[4]
- En 2020, par Hailey Tuck sur l'album Coquette